# Oscar and the Wolf
Oscar and the Wolf é o nome do músico belga de electro-pop Max Colombie. Anteriormente era uma banda, que foi fundada em 2010.
Oscar and the Wolf ganhou fama com o single "Orange Sky" em 2013, mas ganhou reconhecimento internacional com o seu álbum de estreia Entity, lançado em abril de 2014. Este álbum, produzido por Leo Abrahams, mostrou uma mudança no estilo e inclui as faixas "Princes", "Undress" e "Strange Entity". Entretanto, o site belga Cutting Edge designou seu primeiro álbum como o melhor álbum de estreia da Bélgica de 2014.
Max Colombie participou do concurso belga do Festival Eurovisão da Canção Júnior em 2005.
O single "The Game" foi lançado em julho de 2016.
Em entrevista ao Pi-Pôle, Max revelou o significado por trás do nome da bandaː "Oscar é um nome do qual gosto muito - é poético e fácil. E lobo é o animal obscuro que sai durante a noite e uiva para a lua cheia, e lua representa solidão e frieza. É a luz e as trevas untas, pois é assim que vejo a minha música - como um equilíbrio entre a luz e as trevas".

## Discografia

### Álbuns de estúdio
| Título   | Posição  | Posição  | Posição           |
| Título   | BEL (Vl) | BEL (Wa) | Charts Holandeses |
| -------- | -------- | -------- | ----------------- |
| Entity   | 1        | 11       | 8                 |
| Infinity | 1        | 4        | 6                 |

### EPs
| Título            | Detalhes                                                                                        | Posição  | Posição  | Posição           |
| Título            | Detalhes                                                                                        | BEL (Vl) | BEL (Wa) | Charts Holandeses |
| ----------------- | ----------------------------------------------------------------------------------------------- | -------- | -------- | ----------------- |
| Imagine Mountains | - Lançamento: 2010 - Gravadora: Independente - Formatos: CD                                     | —        | -        | -                 |
| Summer Skin       | - Lançamento: 24 de junho de 2012 - Gravadora: [PIAS] Recordings - Formatos: disco de vinil, CD | -        | -        | -                 |

### Singles
| Ano  | Singles                                                 | Posições de pico | Posições de pico | Álbum                                 |
| Ano  | Singles                                                 | BEL (Vl)         | BEL (Wa)         | Álbum                                 |
| ---- | ------------------------------------------------------- | ---------------- | ---------------- | ------------------------------------- |
| 2012 | "Orange Sky"                                            | 35               | –                | Summer Skin                           |
| 2014 | "Princes"                                               | 18               | 7                | Entity                                |
| 2014 | "Strange Entitu"                                        | 4                | 15               | Entity                                |
| 2014 | "Undress"                                               | 2                | –                | Entity                                |
| 2014 | "Joaquim"                                               | 39               | –                | Entity                                |
| 2015 | "Back to Black (Film Black Version)" (featuring Tsar B) | 3                | 10               | Black - Music from the Motion Picture |
| 2016 | "The Game"                                              | 12               | -                | Sem álbum                             |
| 2017 | "So Real"                                               | 34               | -                | Infinity                              |
| 2017 | "Breathing"                                             | 6                | 49               | Infinity                              |
| 2017 | "Runaway"                                               | 44               | -                | Infinity                              |
| 2017 | "Fever"                                                 | 27               | 72               | Infinity                              |
| 2018 | "On Fire"                                               | 24               | -                | Sem álbum                             |